# Біруте Галдікас
Біруте Марія Філомена Галдікас (нар. 10 травня 1946) — антрополог, приматолог, захисниця природи, етолог і автор декількох книг, пов'язаних із загрозою зникнення орангутанів, зокрема, орангутана Борнео. Відома в галузі сучасної приматології, Галдікас є визнаним провідним фахівцем з орангутанів. [1] До її польових досліджень орангутанів, вчені знали небагато про цей вид.

## Молодість і освіта
Галдікас народилась 10 травня 1946 року в Вісбадені, Німеччина, її батьки були литовцями. Пізніше родина переїхала в Торонто, що в Канаді.
У коледжі вона вивчала психологію і біологію. У 1966 році Галдікас здобула освіту бакалавра в галузі психології та зоології, спільно нагороджена Університетом Британської Колумбії і Університетом Каліфорнії в Лос-Анджелесі, ступінем магістра в галузі антропології. В 1969 захистила докторську дисертацією в області антропології в Каліфорнійському університеті [3]. Саме там, як аспірант, вона вперше зустрілася зі знаменитим британським палеоантропологом Луїсом Лікі і висловила бажання вивчати орангутанів в їх природному середовищі існування.

## «The Trimates»
Галдікас керувала дослідженнями орангутанів, інтелектуальні, великі мавпи з довгими руками і захоплюючим рудими волоссям, які водяться в районах Індонезії та Малайзії. Повна рішучості ввести і широко відкрити світ невловимої людиноподібної мавпи. Галдікас переконала Лікі, допомогти організувати дослідження, незважаючи на його застереження. У 1971 році Галдикас і її тодішній чоловік, фотограф Род Бріндамор, вирушили в Танджунг. Таким чином, Галдікас стала третьою з жінок підібраних Лікі для вивчення найближчих родичів людства — мавп, в їх природному середовищі існування. Зібравши трійку, Лікі назвав її «The Trimates»[4], туди входили: Джейн Гудол, яка вивчала шимпанзе і Дайан Фосі, яка досліджувала гірських горил [2].

## Дослідження та пропаганда
У 25 років Галдікас прибула на острів Борнео, щоб почати польові дослідження орангутанів в джунглях, середовищі вкрай негостинному для більшості жителів Заходу. Галдікас зробила неоціненний вклад в наукове розуміння біорізноманіття Індонезії та тропічних лісів в цілому, а також залучення орангутана до уваги решти світу.
Коли вона з чоловіком приїхала в Борнео, то оселилися в примітивній хатині зробленої з кори і соломи. Там її Луїс Лікі запросив її стати засновницею національнльного парку-заповітника «Кемп-Лікі»(названий так згодом в честь доктора Лікі). [1]. Попри зіткнення з численними браконьєрами, легіонами п'явок, м'ясоїдними комахами вона вперто залишалася там більше 30 років. Ставши активним захисником для орангутанів Галдікас дбала про збереження тропічного лісу для їх проживання, який стрімко спустошувався лісорубами, плантаціями пальмової олії, золотошукачами та неприродними пожежами. [5]
Природоохоронні зусилля Галдікас виходять далеко за рамки пропаганди, в основному спрямовуються з реабілітації багатьох осиротілих орангутанів їх догляд. Для посиленя захисту орангутанів Біруте стала ініціатором створення Міжнародного фонду орангутанів (ОФІ) [1]. Діяльність ОФІ також включає збереження тропічних лісів. Хоча один канадський вчений наприкінці 1990-х був критично методів реабілітації, що триває народження нових орангутанів серед раніше-реабілітованих дорослих. Значення роботи доктора Галдікас було визнано на телевізійних шоу, які організовував Стів Ірвін, а також Джефф Корвін на Animal Planet. Крім того, важливість роботи в напрямку збереження Індонезійських тропічних лісів була підкріплена статтею від 25 січня 2007 року в The New York Times та статті листопада 2008 року в National Geographic журналі. Організація Галдікас ОФІ, також бере участь у проекті лісовідновлення, посадка дерев у раніше зруйнованих районах тропічних лісів.

## Спадщина
Проводячи активну кампанію по збереженню тропічних лісів і приматів Галдікас продовжує польові дослідження ссавців. Її другий чоловік, Пак Бохеп, був корінним жителем Борнео, племінним президентом, і співдиректором програми захисту орангутанів в Борнео.
Вона написала кілька книг, в тому числі мемуари під назвою «Роздуми Едему». У них, Галдікас описує свої враження в Кемп-Лікі та заходи з реабілітації орангутанів.
Галдікас в даний час є професором в Університеті Саймона Фрейзера в Барнабі (Британська Колумбія), Національного університету в Джакарті (Індонезія). Вона також президент Міжнародного фонду Орангутан в Лос-Анджелесі, штат Каліфорнія.

## Визнання
Галдікас була відзначена в численних ЗМІ The New York Times, Washington Post, Los Angeles Times, телевізійних і документальні фільмах, двічі на обкладинці National Geographic. [1]
У 1995 році, Галдікас стала кавалером Ордена Канади.
В 1997 році за її новаторський спосіб польових досліджень і довічних вклад в розвиток екологічної науки отримала премію «За природоохоронну діяльність».

## Критика
Галдікас була піддана критиці наприкінці 1990-х за відношення у її методах реабілітації. Приматологи обговорили це на інтернет-форумі Primate-Talk [ 6]. Питання було додатково посилене публікацією статей в Outside magazine (травень 1998 р.) [7] і Newsweek (червень 1998 г.). [8] Як повідомили обидві статті узагальнені в книзі письменника Лінда Спалінга «Follow»(1999), стверджував, що Галдікас «тримає дуже велику кількість нелегальних орангутанів … в дуже поганих умовах» спонукаючи уряд розглянути офіційні звинувачення. [ 6 ] Галдікас заперечувала усі подібні заяви у відповідь Newsweek в червні 1999 року, зазначивши, що заяви про жорстоке поводження були «просто, не так» і що «дивовижні» претензії є абсолютно односторонньої кампанії проти мене.".